# Franc van der Goes (burgemeester)
Franc van der Goes (Delft, 17 december 1772 - Kleef, 1 februari 1855) was een Nederlands bestuurder.

## Biografie

### Achtergrond en vroege carrière
Franc van der Goes stamde uit een vooraanstaande Delftse regentenfamilie. Zijn vader was mr. Aert van der Goes (1741-1789), baljuw en dijkgraaf van Oudewater. Zijn moeder was (Anna) Louisa van Pabst (1752-1820), telg uit een van oorsprong Duitse adellijke familie. Franc van der Goes volgde een militaire opleiding en, nog maar net volwassen, werd hij benoemd tot kapitein bij de infanterie. In 1799 werd hij lid van de Vergadering van Notabelen en lid van de Provinciale Staten van Noord-Brabant.

### Burgemeester van Loosduinen
In 1811 werd Loosduinen een zelfstandige gemeente. Op 29 november werd het gemeentebestuur in het Hotel de la Préfecture in Den Haag geïnstalleerd. Franc van der Goes werd op 30 november 1811 benoemd tot de eerste burgemeester (maire) van Loosduinen. Andries van der Gaag werd benoemd tot adjunct-maire. De gemeente die aan de nieuwe maire en zijn gemeentebestuur was toevertrouwd was vrij groot: naast het huidige Haagse stadsdeel Loosduinen, maakten ook de dorpen Kwintsheul en Poeldijk deel uit van de gemeente.
Franc van der Goes maakte reeds op 7 januari 1813 plaats voor jhr. mr. Gerrit Lodewijk Hendrik Hooft. De reden waarom Van der Goes aftrad is onduidelijk.
Franc van der Goes overleed op 82-jarige leeftijd, op 1 februari 1855 in Kleef.

### Familie
Franc van der Goes trouwde op 17 november 1797 te Emmerik met de Duitse Jeanne Louise Baumann (1776-1821), dochter van ds. Christian Friedrich Baumann en diens echtgenote Marie Antoinette Schmitz. Het echtpaar had vier kinderen, drie zoons en één dochter.

## Trivia
- In Loosduinen/Den Haag is de Van der Goeslaan in de burgemeestersbuurt naar Franc van der Goes vernoemd.